# Anfictiónide
En la mitología griega, Anfictiónide es una diosa del vino y la amistad entre las naciones, una forma local de Démeter.[cita requerida] Deméter fue adorado con este nombre en Antela, porque era un lugar de encuentro para los anfictiónicos de las Termópilas, que le ofrecían sacrificios al comienzo de cada reunión.
El concilio general de los anfictiónicos fue donde se encontraron las principales naciones griegas después de la batalla de Salamina alrededor del año 480 a. C. Fue aquí donde los Lacedemonios argumentaron que las ciudades que no estaban en la liga, ni habían luchado contra los persas, deberían ser excluidas de la liga. Temístocles de Atenas no estuvo de acuerdo, por la razón de que sería intolerable que la mayoría de Grecia fuera excluida, y el consejo general debería ser gobernado por dos o tres grandes ciudades.